# Haematopota ingluviosa
Haematopota ingluviosa är en tvåvingeart som beskrevs av Austen 1914. Haematopota ingluviosa ingår i släktet Haematopota och familjen bromsar. Inga underarter finns listade i Catalogue of Life.